# Identitätszeuge
Als Identitätszeugen bezeichnet man im Recht Österreichs nach § 1 Passgesetz-Durchführungsverordnung eine Person, die die Identität einer anderen Person (ohne amtlichen Lichtbildausweis) notariell oder vor Ämtern bestätigen kann. Der Zeuge muss zur bezeugenden Person in einem Naheverhältnis stehen (z. B. Verwandtschaft, Ehegattin/Ehegatte), eigenberechtigt sein und selbst über einen amtlichen Lichtbildausweis verfügen. Bei Vorlage eines amtlichen Dokuments (z. B. Staatsbürgerschaftsnachweis, Geburtsurkunde) genügt ein Identitätszeuge.